# Cooper-pár

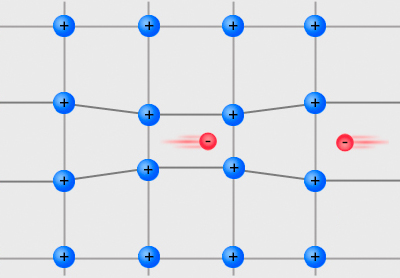
Cooper-párt alkotó elektronok szilárdtestben

A szilárdtestfizikában a Cooper-pár (vagy BCS-pár) két elektron, vagy más fermion, melyek alacsony hőmérsékletű szilárdtestben párba állnak és köztük kötőerő jön létre. A Cooper-párok képződésének első leírását Leon Cooper adta, aki a jelenség névadója is. Kimutatta, hogy fémek belsejében létrejöhet olyan elektron kétrészecske-állapot, melynek energiája kisebb mint a Fermi-szint, ami arra utal, hogy az elektronok között kötés áll fenn, ami a fenti körülmények között stabil. Hagyományos szupravezetőkben ezt a vonzerőt az elektron–fonon kölcsönhatások szolgáltatják. A BCS-elmélet alapján a szupravezetés oka a Cooper-párok létrejötte, mely kidolgozásáért John Bardeen, Leon Cooper, és John Schrieffer 1972-ben megosztott Nobel-díjat kapott.

## Fizikai leírása
Bár a Cooper-pár létrejötte kvantummechanikai modellel írható le, egyszerűsített klasszikus képben is szemléltethető. A fémben mozgó elektron általános esetben szabad töltéshordozóként viselkedik. Az elektronok taszítják egymást, őket pedig vonzzák a rácsot alkotó pozitív fémionok. Ez a vonzás kicsit torzítja a rácsot is, az ionok kissé elmozdulnak az elektron felé, melynek következtében itt a töltés kicsit pozitív felé tolódik. A pozitívabb töltésű tértartomány más elektronokat is vonz. Ez a vonzerő nagyobb távolságban képes ellensúlyozni az elektronok közti elektrosztatikus taszítást, így az elektronok párokba állnak össze. Részletes kvantummechanikai tárgyalással belátható, hogy ez a hatás végső soron elektron–fonon kölcsönhatás eredménye.

## Kötési energiája
Az elektronpárok kötési energiája igen gyenge, mindössze 10−3 eV körüli, így szobahőmérsékleten a termikus gerjesztés (mely nagyságrendje 10-2 eV) könnyen felbontja azokat. Hosszú élettartamú Cooper-párokra tehát csak alacsony hőmérsékletű fémekben számíthatunk.
A párba állt elektronok nem feltétlenül vannak egymáshoz közel (köztük akár több száz nanométer is lehet), hiszen az összetartó erő hosszútávú. Mivel az elektronok feles spinű részecskék, azaz fermionok, kettő nem tartózkodhat azonos kvantumállapotban, de párba állva már egész spinű bozont alkotnak. Ennek következtében a Cooper-párok leírására a bozonokra jellemző szimmetrikus állapotfüggvényt és Bose–Einstein-statisztikát használhatunk, ha más részecskékkel való kölcsönhatásokat akarjuk leírni, illetve Cooper-párokra már nem érvényes a Pauli-féle kizárási elv sem.
A BCS-elmélet más fermionok közti kölcsönhatások leírására is alkalmas. Például a 3He atomok között alacsony hőmérsékleten létrejövő Cooper-pár képződéssel magyarázható ennek szuperfolyósodása. Új kísérletek rámutattak, hogy Cooper-párt két bozon is alkothat, mely Cooper-pár természetesen szintén bozon. 

## Kapcsolat a szupravezetéssel
A Cooper-párok számára, mivel bozonok, lehetséges az azonos kvantumállapotok elfoglalása, így az összes pár a legalacsonyabb kvantumállapotba (alapállapotra) „kondenzálódik”.
Cooper eredetileg egyedi párképződést vett figyelembe, de szemléletes, hogy ez a párba rendeződési jelenség tömegesen is megtörténhet az elektronokkal - melyet a BCS-elmélet figyelembe is vesz. Az elméletből levezethető, hogy az elektronok ilyen párokba rendeződése a rájuk vonatkozó folytonos energiaspektrumban tiltott sávot hoz létre (a tiltott sáv, azaz a gap megjelenése levezethető, ha a kölcsönható elektronokat soktest-problémaként fogjuk fel). A tiltott sáv a gyakorlatban azt okozza, hogy bármilyen gerjesztésnek alsó küszöbenergiája van. Ez a küszöb az, ami végeredményben a szupravezetéshez vezet, mivel az elektronok ütközésével járó szóródási jelenségek a küszöb alatti energiájuk miatt nem jönnek létre.
Először Herbert Fröhlich javasolta olyan modell felállítását, ami a rácsrezgések hatására párba álló elektronokat feltételez. Ő ezt a félvezetőkben megfigyelt izotóphatásra alapozta. Az izotóphatás szerint az olyan félvezetők, melyekben nehezebb ionok vannak (mert az azt felépítő anyag nagyobb tömegszámú izotópjaiból állnak), azok alacsonyabb hőmérsékleten érik el a szupravezetés átmeneti hőmérsékletét. Ez a jelenség valójában a Cooper-párok képződésével írható le, mert a nehezebb ionok nehezebben mozdulnak el az elektronok terében, így bennük a Cooper-párok kötési energiája is kisebb.
A Cooper-párok elmélete nem az elektronok és a fononok egy specifikus kölcsönhatásán alapul, általánosságának köszönhetően más részecske kölcsönhatásokra is kiterjeszthető, például elektron–exciton vagy elektron–plazmon kölcsönhatásokra. Mindazonáltal ilyen Cooper-párok létrejöttét még nem sikerült kísérletileg is igazolni.

## Fordítás
Ez a szócikk részben vagy egészben  a   Cooper pair című angol Wikipédia-szócikk ezen változatának fordításán alapul.  Az eredeti cikk szerkesztőit annak laptörténete sorolja fel. Ez a jelzés csupán a megfogalmazás eredetét és a szerzői jogokat jelzi, nem szolgál a cikkben szereplő információk forrásmegjelöléseként.